# Aleksandrs Birzenieks
Aleksandrs Birzenieks, né le 18 août 1893 à Riga et mort le 3 janvier 1980 dans la même ville, est un architecte et designer letton . Il est l'un des auteurs de la salle de concert Dzintari (lv) à Jurmala incluse dans le Canon culturel letton.

## Vie et œuvre
Aleksandrs Birzenieks fait ses études à la faculté d'architecture de l'Université de Lettonie où il reste en tant qu'assistant après l'obtention de son diplôme en 1921. Il effectue de fréquents voyages en Europe, notamment en Allemagne, en France et en Italie. Il est l'auteur d'environ douze monuments commémoratifs en Lettonie et en Estonie inaugurés entre 1924 et 1936, parmi lesquels  le mémorial Rīgas Brāļu kapi auquel il travaille avec le sculpteur Kārlis Zāle. En 1924, avec Paul Campe (1885-1960) il dirige les travaux de rénovation de l'église évangélique-luthérienne de Trikāta. 
En 1931 et en 1933, d'après son projet on construit au parc d'Esplanade une grande scène à ciel ouvert pour les célébrations du VIIe et VIIIe Festival national letton des chants et de danses.
En 1936, l'architecte signe son œuvre majeure, la salle de concert Dzintari, construite en bois dans le style néo-éclectique, avec les éléments de romantisme. 
En 1938, Birzenieks conçoit la scène au parc de la Victoire, pour le IXe Festival national letton des chants et de danses. La même année, il est l'auteur du design de la salle de Lettonie au Palais des Nations à Genève. On lui décerne la Croix de la Reconnaissance en 1939.
Décédé à Riga en hiver 1980, l'artiste est inhumé au cimetière de la forêt.